# You Let Me Walk Alone
You Let Me Walk Alone – singiel niemieckiego piosenkarza Michaela Schulte, wydany 20 lutego 2018 nakładem wytwórni Very Us Records i umieszczony na pierwszym albumie kompilacyjnym artysty, zatytułowanym Dreamer z 4 maja 2018. Piosenkę napisał sam Schulte we współpracy z Thomasem Stengaardem, Nisse Ingwersenem i Niną Müller.
Utwór wygrał finał konkurs Unser Lied für Lissabon, dzięki czemu został piosenką reprezentującą Niemcy w 63. Konkursie Piosenki Eurowizji w Lizbonie. 12 maja został zaprezentowany przez Schultego w finale konkursu i uplasował się na czwartym miejscu po zdobyciu 340 punktów w głosowaniu jurorów i telewidzów.
20 lutego 2018 premierę miał oficjalny teledysk do piosenki, który osiągnął wynik ponad 4,8 mlna wyświetleń na kanale Schultego w serwisie YouTube.

## Lista utworów
Digital download
- „You Let Me Walk Alone” – 2:57

## Notowania na listach przebojów
| Kraj            | Lista (2018)              | Najwyższe miejsce |
| --------------- | ------------------------- | ----------------- |
| Niemcy          | Top 100 Singles           | 3                 |
| Belgia          | Ultratop 50 Singles       | 13                |
| Islandia        | Singles Top 20            | 14                |
| Austria         | Ö3 Austria Top 40         | 23                |
| Szwajcaria      | Singles Top 100           | 27                |
| Szwecja         | Singles Top 100           | 32                |
| Szkocja         | Singles Sales Top 100     | 36                |
| Wielka Brytania | Singles Downloads Top 100 | 43                |
| Hiszpania       | Top 100 Songs             | 74                |
| Holandia        | Single Top 100            | 83                |
| Francja         | Single Top 100            | 105               |